# بيورن أندرسون (لاعب كرة يد)
بيورن أندرسون (بالسويدية: Björn "Lurch" Andersson)‏ (5 يوليو 1950 - ) هو لاعب كرة يد السويد. شارك في الألعاب الأولمبية الصيفية 1972.

## وصلات خارجية
- بيورن أندرسون على موقع أوليمبيديا (الإنجليزية)
- بيورن أندرسون على موقع اللجنة الأولمبية السويدية (السويدية)